# 伊達行朝
伊達 行朝/伊達 行宗（だて ゆきとも/だて ゆきむね）は、鎌倉時代後期から南北朝時代にかけての武将。後年、行宗（ゆきむね）に改称した。官位は従四位下・宮内大輔。伊達氏7代当主。南朝側の武将として各地を転戦した。

## 概要
元弘元年（1331年）9月、元弘の乱に際して、北条高時の命によって畿内への討伐軍に加わった。『太平記』などには「伊達入道」と記されており、諸根樟一らはこれを行朝に比定している。
元弘3年/正慶2年（1333年）に鎌倉幕府が滅亡すると、建武の新政下で陸奥守として下向した北畠顕家に従い、同国の式評定衆の一人として奥羽行政の中枢に参画した。
建武2年（1335年）に顕家が足利尊氏を追って西上した際には、奥羽諸将と共に従軍し、延元元年（1336年）に帰国した。この留守の間に北朝方の勢力が盛んになり、多賀国府が脅かされると、国府は伊達氏の勢力圏にある霊山に移った。
延元2年（1337年）には、惨敗に終わる北畠顕家の二回目の西上にも従った。顕家の死後は常陸国伊佐郡の伊佐城に一族の中村経長（中村城主）らと共に楯籠ったが、高師冬に攻められ行朝と経長は囲いを突破し自領へ降りた。
正平3年/貞和4年（1348年）5月9日、死去した。

## 人物
和歌にも通じており、『風雅和歌集』などにも入集した。和歌集での掲載名は藤原朝村。

## 系譜
- 父：伊達基宗（?-1335）
- 母：不詳
- 正室：静照院 - 田村氏
  - 男子：伊達宗遠（1324-1385）
- 生母不明の子女
  - 男子：伊達行資 - 伊佐城主
    - 孫：伊佐岡行員 - 伊佐岡氏祖

注：系譜には疑問点も多い。詳細は伊達宗遠を参照のこと。

## 関連作品
- 政宗ダテニクル（声：山下大輝）2016年のアニメ作品および2021年の劇場アニメ作品。福島県伊達市のご当地アニメとしてガイナが制作。